# Cain’s Offering
Cain’s Offering – zespół muzyczny z Finlandii grający power metal, założony w 2009 przez Janiego Liimatainena, byłego gitarzystę Sonaty Arktiki.

## Dyskografia
| Rok  | Tytuł                                                                     | Pozycja na liście |
| Rok  | Tytuł                                                                     | FIN               |
| ---- | ------------------------------------------------------------------------- | ----------------- |
| 2009 | Gather the Faithful - Data: 27 sierpnia 2009 - Wydawca: Frontiers Records | 20                |
| 2015 | Stormcrow - Data: 19 maja 2015 - Wydawca: Frontiers Records               | 12                |